# Deusberg
Deusberg ist eine Hofschaft im Stadtteil Ohligs der bergischen Großstadt Solingen.

## Lage und Beschreibung
Der Ort liegt an einem Talhang nördlich des Lochbachs im Nordwesten des Stadtteils Ohligs und dort an einer Stichstraße, die von der Deusberger Straße abzweigt und den Namen des Hofes trägt. Dort sind noch einige, teils auch verkleidete oder verputzte Fachwerkhäuser des Bergischen Stils erhalten. Die Deusberger Straße quert das Lochbachtal bei der Poschheider Mühle und verbindet das Gebiet um die Suppenheide mit Weyer. Die nahe Umgebung ist heute dicht durch Wohnhäuser bebaut, die mehrheitlich in der frühen Nachkriegszeit entstanden sind. 
Benachbarte Orte sind bzw. waren (von Nord nach West): Engelsberg, Schwarzenhäuschen, Fürk, Anker, Poschheide, Suppenheide, Rennpatt, Kullen und Schleifersberg.

## Etymologie
Der Name des Ortes leitet sich von dem Familiennamen Deus ab.

## Geschichte
Deusberg ist seit dem frühen 18. Jahrhundert nachgewiesen. Im Jahre 1715 ist der Ort in der Karte Topographia Ducatus Montani, Blatt Amt Solingen, von Erich Philipp Ploennies mit einer Hofstelle verzeichnet und bereits als Deusberg benannt. Der Ort gehörte ab 1808 zur Honschaft Merscheid innerhalb des Amtes Solingen. Die Topographische Aufnahme der Rheinlande von 1824 und die Preußische Uraufnahme von 1844 verzeichnen den Ort ebenfalls als Deusberg. In der Topographischen Karte des Regierungsbezirks Düsseldorf von 1871 ist der Ort unbenannt neben Engelsberg verzeichnet.
Nach Gründung der Mairien und späteren Bürgermeistereien Anfang des 19. Jahrhunderts gehörte Deusberg zur Bürgermeisterei Merscheid, die 1856 zur Stadt erhoben und im Jahre 1891 in Ohligs umbenannt wurde.
1815/16 lebten 64, im Jahr 1830 79 Menschen im als Dorf bezeichneten Wohnplatz. 1832 war der Ort weiterhin Teil der Honschaft Merscheid innerhalb der Bürgermeisterei Merscheid, dort lag er in der Flur IV. Bavert. Der nach der Statistik und Topographie des Regierungsbezirks Düsseldorf als Hofstadt kategorisierte Ort besaß zu dieser Zeit acht Wohnhäuser und 13 landwirtschaftliche Gebäude mit 59 Einwohnern, davon fünf katholischen und 54 evangelischen Bekenntnisses. Die Gemeinde- und Gutbezirksstatistik der Rheinprovinz führt den Ort 1871 mit 16 Wohnhäusern und 83 Einwohnern auf. Im Gemeindelexikon für die Provinz Rheinland von 1888 werden 16 Wohnhäuser mit 89 Einwohnern angegeben. 1895 besitzt der Ortsteil 16 Wohnhäuser mit 80 Einwohnern.
Mit der Städtevereinigung zu Groß-Solingen im Jahre 1929 wurde Deusberg ein Ortsteil Solingens. Ab Mitte der 1930er Jahre begann die Erschließung der Talhänge rund um Deusberg für weitere Wohnhäuser. So entstand bis zum Ende des Zweiten Weltkriegs die Siedlung Fraunhoferstraße, Franklinplatz, Helmholtzstraße, Einsteinstraße und Leibnizstraße. Die Siedlung an der neu angelegten Max-Planck-Straße, unmittelbar angrenzend an die alte Hofschaft, entstand in den 1950er Jahren.